# Fausto Broncini
Fausto Broncini – piłkarz urugwajski, pomocnik.
Broncini w reprezentacji Urugwaju zadebiutował 30 sierpnia 1914 w meczu z Argentyną o Copa Premio Honor Uruguayo 1914, który Urugwaj wygrał 3:2.
Jako piłkarz klubu Central Montevideo wziął udział w turnieju Copa América 1921, gdzie Urugwaj zajął trzecie miejsce. Broncini zagrał we wszystkich trzech meczach – z Paragwajem, Brazylią i Argentyną.
Wciąż jako gracz klubu Central był w kadrze reprezentacyjnej podczas turnieju Copa América 1922, gdzie Urugwaj ponownie był trzeci. Tym razem Broncini nie zagrał ani razu.
Od 30 sierpnia 1914 roku do 2 listopada 1921 roku Broncini rozegrał w reprezentacji Urugwaju 6 meczów (nie zdobył w nich jednak żadnej bramki).